# 綠野汽車
綠野汽車是一家新能源汽車製造商，總部位於中國浙江省上虞市，成立於2010年。2015年和谐汽车宣布收购绿野汽车，但因股权纠纷并未完成。2016年绿野汽车因拖欠货款被法院查封。

## 外部連結
- 綠野汽車網站